# Louis-Auguste Cyparis

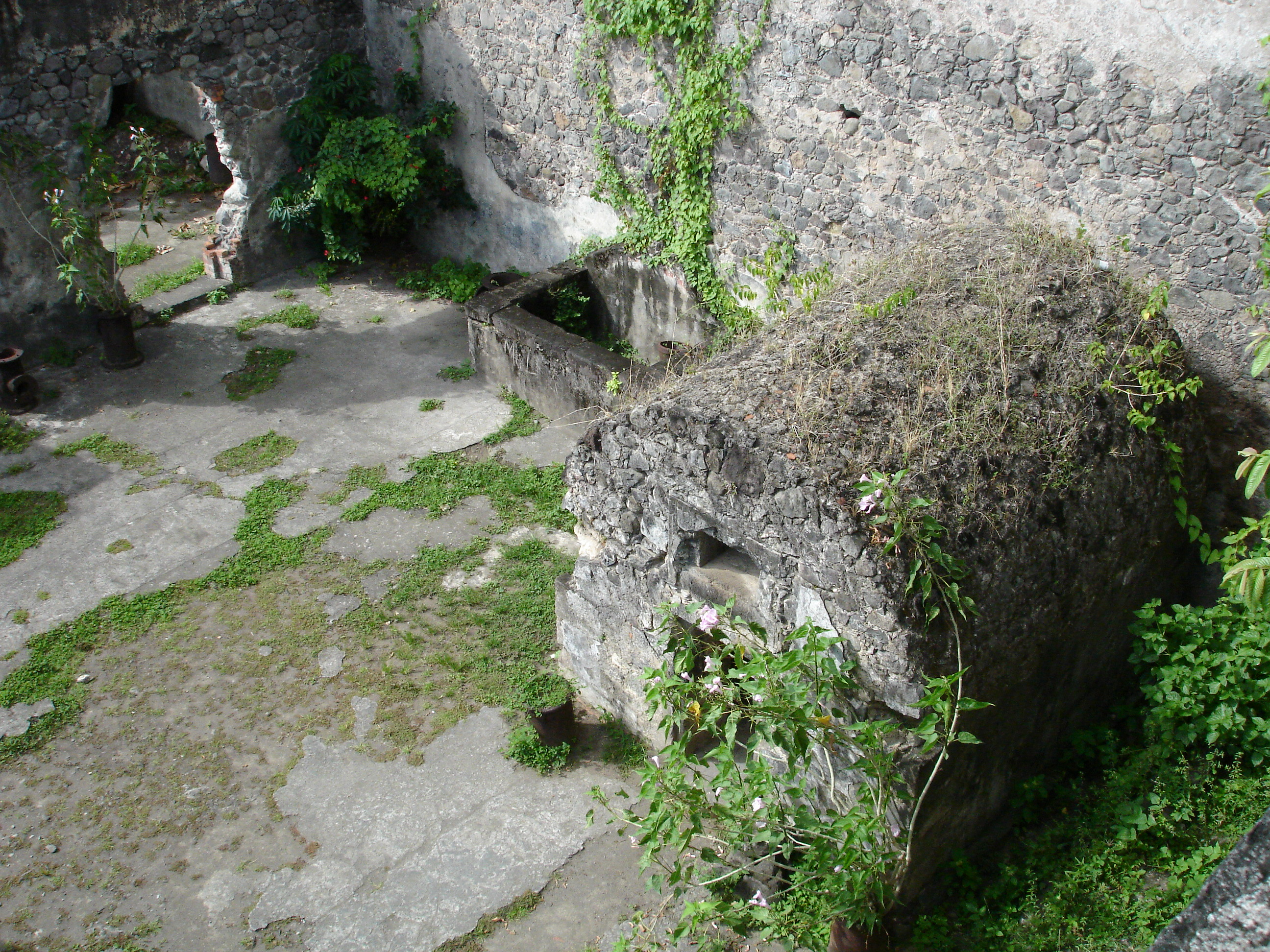
Die Zelle in Saint-Pierre, in der Cyparis überlebte

Louis-Auguste Cyparis (* um 1875 auf Martinique; † um 1929) war ein französischer Matrose und einer der wenigen Überlebenden des verheerenden Ausbruches der Montagne Pelée im Jahre 1902 in Saint-Pierre auf der Karibikinsel Martinique. In der Nacht vom 7. auf den 8. Mai 1902 wurde er im Anschluss an eine Bar- oder Straßenschlägerei – bei der angeblich auch ein Kontrahent sein Leben verlor – verhaftet und über Nacht unter Einzelarrest gestellt. Gegen 7:52 Uhr am nächsten Morgen erfolgte die unerwartete explosive Eruption des Vulkans, aus dessen Flanke eine Glutwolke brach. Diese raste mit Temperaturen bis zu 1.000 °C über die Stadt hinweg, zerstörte sie binnen weniger Sekunden, forderte bis zu 40.000 Opfer und entfachte Brände, die noch Tage anhielten. Wegen der immensen Temperaturen, die noch Tage später über den Ruinen lagen, war es Hilfskräften erst am 11. Mai möglich, im Ort zu landen. Man wurde auf Cyparis’ Schreie aufmerksam und rettete den Häftling, der sogar noch in der Lage war, eine detaillierte Beschreibung seiner Erlebnisse zu liefern. Im bestgeschützten Gebäude der Stadt hatte er mit schwersten Brandverletzungen überlebt, was nicht zuletzt der Tatsache geschuldet war, dass die Zelle zur Hälfte im Boden eingegraben war, bis zu einem Meter dicke Wände hatte und zudem außer einem kleinen dem Berg abgewandten Schlitz in der Tür keine Fenster besaß.
Louis-Auguste Cyparis wurde vom Gouverneur begnadigt und schloss sich nach seiner Genesung der Barnum & Bailey Greatest Show on Earth an, mit der er durch die Vereinigten Staaten reiste. Unter dem Künstlernamen Ludger Sylbaris saß er bei den Vorstellungen in einem Nachbau seiner Zelle, zeigte seine Brandwunden und erzählte seine Geschichte. Er war nicht nur der erste Schwarze, der eine große Rolle in der Zirkusshow erhielt, sondern entwickelte sich auch zu einer der bekanntesten Zirkusattraktionen des frühen 20. Jahrhunderts. Cyparis verstarb um das Jahr 1929 eines natürlichen Todes.